# Paroncheilus
Paroncheilus is een monotypisch geslacht van straalvinnige vissen uit de familie van kardinaalbaarzen (Apogonidae).

## Soorten
De volgende soorten zijn bij het geslacht ingedeeld:
- Paroncheilus affinis (Poey 1875)